# Jaap Cramer
Jacob (Jaap) Cramer (Heukelum, 25 februari 1899 – Assen, 24 april 1998) was commissaris van de Koningin in Drenthe.
Cramer studeerde rechten in Utrecht. Hij werd secretaris (1927-1934) en directeur (1934-1951) van de stichting "Opbouw Drenthe". Tijdens de Tweede Wereldoorlog was hij, ook tijdens een onderduikperiode, actief in het verzet. Hij was onder andere contactman voor Vrij Nederland en lid van de landelijke Raad van Verzet.
Van 1945-1951 was hij als sociaaldemocraat lid van de Eerste Kamer. Hij werd lid van de PvdA. In 1951 werd hij benoemd tot commissaris van de Koningin in Drenthe. In 1964 ging hij met pensioen. Hij werd voor zijn verdiensten benoemd tot grootofficier in de Orde van Oranje-Nassau. Na zijn pensionering bleef hij in Drenthe wonen. Hij overleed in 1998, 99 jaar oud.
Het kleine pleintje naast het Drents Museum (tegenover het Drostenhuis) heette jarenlang het Jacob Cramerplein. De naam verdween toen in 2010-2011 een nieuwe ondergrondse museumvleugel werd gebouwd. De boven deze vleugel aangelegde daktuin, een ontwerp van Erick van Egeraat, kreeg de naam Jacob Cramerpark.
- Biografisch Portaal: 86630264
- International Standard Name Identifier: 0000 0000 2772 8641
- Library of Congress Control Number: n86055409
- Nederlandse Thesaurus van Auteursnamen: 169130916
- Parlement.com: vg09lkzib5zk
- Virtual International Authority File: 75331786
- WorldCat: E39PBJdWQfbHFTd4VwFqF6hT73